# Bröderna Baddeley
Bröderna Baddeley, tvillingbröder födda 11 januari 1872 i Bromley, Kent. Brittiska tennisspelare.
De två bröderna Wilfred Baddeley och Herbert Baddeley dominerade Wimbledonmästerskapen perioden 1891-97. Wilfred vann under dessa år tre singeltitlar och tillsammans vann de fem dubbeltitlar i mästerskapen. Under 1890-talet var Wimbledonmästerskapen drabbade av en "spelarkris" med få anmälda spelare, 1895 var det bara 18 deltagare i herrsingeln. Först mot slutet av 1890-talet skedde en successiv uppgång i popularitet bland aktiva tennisspelare i takt med spelets spridning i England och världen i övrigt.